# De aquel la'o del río
De aquel la'o del río es el nombre del álbum de estudio del cantautor dominicano Chichi Peralta. Fue lanzado al mercado por Cutucupla-Records el 27 de julio de 2009.

## Lista de canciones
| De Aquel La'o del Río |                         |                |          |  |
| N.º                   | Título                  | Escritor(es)   | Duración |  |
| 1.                    | «Apaciguao»             | Chichi Peralta | 4:07     |  |
| 2.                    | «Vuelve»                | Chichi Peralta | 3:56     |  |
| 3.                    | «A Pesar de Usted»      | Chichi Peralta | 4:32     |  |
| 4.                    | «Ni lo Intentes»        | Chichi Peralta | 4:31     |  |
| 5.                    | «Nací Para Ti»          | Chichi Peralta | 3:52     |  |
| 6.                    | «Así»                   | Chichi Peralta | 3:52     |  |
| 7.                    | «Dominicano»            | Chichi Peralta | 4:09     |  |
| 8.                    | «Te Amaré»              | Chichi Peralta | 4:37     |  |
| 9.                    | «Los Teóricos»          | Chichi Peralta | 3:50     |  |
| 10.                   | «Check It Out»          | Chichi Peralta | 4:45     |  |
| 11.                   | «Amor Samurái»          | Chichi Peralta | 4:21     |  |
| 12.                   | «La Negra Bella»        | Chichi Peralta | 4:41     |  |
| 13.                   | «De Aquel La'o del Río» | Chichi Peralta | 4:47     |  |